# غريغوار مولر
غريغوار مولر هو رسام وفنان وكاتب سويسري، ولد في 27 فبراير 1947 في مورس في سويسرا.